# Celia Flores
|  | No s'ha de confondre amb Cilia Flores. |

Celia Flores   (Madrid, 30 de maig de 1981) és una cantant espanyola.
Filla menor de l'actriu i cantant Marisol (Pepa Flores) i del ballarí Antonio Gades, la seva germana María Esteve és actriu. Té un fill fruit de la seva relació amb el guitarrista Manuel de la Curra.
Aviat va decidir dedicar-se a la música, formant part de la Companyia d'Antonio Gades com a cantant. L'any 2006 es va llançar al mercat musical amb el seu primer treball d'estudi (Celia Flores) de la mà del productor i compositor Paco Ortega. Uns anys més tard, l'any 2012, va veure la llum el seu treball En una calle blanca. L'any 2016 va presentar el seu tercer treball 20 años de Marisol a Pepa Flores, que en homenatge a la seva mare interpretava algunes de les seves cançons més conegudes.

## Discografia
- Celia Flores (Dulcimer Songs, 2006):
  - Me dices que soy bonita
  - "Canción para Celia"
  - "Un consejo"
  - "Cuando me beses"
  - "Tangos de la lluvia"
  - "No me los creo"
  - "Yo que tanto te di"
  - "Mira qué guapa me pongo"
  - "Flamenco azul"
  - "Tangos de Granada"

- En una calle blanca (Kankana, 2012):
  - "Alfarero"
  - "Lucharé"
  - "En una calle blanca"
  - "Canción en tu honor"
  - "Noche y madrugada"
  - "Cositas de la vida"
  - "Oye"
  - "Ciudad de los sueños libres"
  - "Qué te puedo dar"